# Нусајбин
Нусајбин (тур. Nusaybin; акад. Naṣibina; арап. نُصَيْبِيْن — Нусайбин; јерм. Մծուրն, Մծբին — Мцбин; курд. Nisêbîn)
је град на југоистоку Турске, на граници са Сиријом. Налази се у вилајету Мардин, јужно од аутопута Е90 на ријеци Џаг Џаг. У граду се налази гранични пријелаз Нусајбин — Камишли.

## Историја

### Антика
Град се у античко вријеме називао Нисибис (стгрч. Νίσιβις, лат. Nisibis), Нисибија, и његов први помен сеже у 901. годину п. н. е. Асирски краљ Адад-нирари II покорио га је 896. године п. н. е. До 852. п. н. е. Нисибија је била потпуно укључена у Новоасирско царство. Помиње се као сједиште асиријског обласног гувернера Шамаш-Абуа.
Под вавилонском управом био је до 536. године п. н. е, када улази у састав Ахеменидског царства. Александар Велики освојио је град 332. године п. н. е.
Селеукиди дају ново име граду — Антиохија Мигдонска (стгрч. Ἀντιόχεια ἡ Μυγδονική). Овај назив први пут срећемо у Полибијевом опису Антиоховог похода (Полибије, V, 51) против Молона. Године 221. п. н. е. у Антиохију је око зимског солстиција стигао Антиох III Велики, ријешен да ту проведе најоштрији дио зиме. Одатле је сљедеће године повео своју армију да угуши устанак  Молона и Александра у Мидији и Персији.
Шездесет седме године прије нове ере, у вријеме првог рата против Јерменије, римски генарал Лукул преотео је Нисибис (Мцбин) од Тиграновог брата. 
Током многобројних ратних похода које су један против другог покретали Рим и Партија, Нисибис је прелазио из једне руке у другу. Посљедња битка између римског и парћанског царства водила се у околини овога града 217. године.
Године 298. овдје је повољно по Рим закључен Нисибински мир, према којем су Персијанци уступили Римљанима низ области у Горњој Месопотамији и признали римски протекторат над Јерменијом и Иверијом. Граница је била установљена на Тигру.

### Хришћански период
Сагласно закљученом миру, император Јовијан је предао град Персијанцима 363. године.
У првим вијековима наше ере Нисибија је био значајан хришћански град. Како нам саопштава Созомен, познати хришћански учитељ и пјесник, Јефрем Сирин рођен је у Нисибији, или у његовој околини. Са изузетком посљедњих 10 година, Јефрем Сирин је читав живот провео у овоме граду. Он је чак три пута доживио персијску опсаду Нисибина коју је водио шах Шапур II (337, 350. и 359. године). У вријеме опсаде 350. године Шапур је преградио ријеку Мигдони и потопио околину града. Јефрем Сирин у 1. мадрашу о Нисибији пореди град с Нојевим ковчегом у вријеме Свјетског потопа.
Послије затварања несторијанских школа (указом цара Зенона 489. године), у граду је постојала сопствена школа богословске мисли (крај V — почетак VII вијека).
Почетком 940-их година Нисибију је освојио ромејски цар Роман I Лакапин.

### Исламски период
Град су без отпора заузеле снаге Праведног калифата 639. или 640. године. Под раном исламском влашћу, град је служио као локални административни центар. Године 717. погодио га је земљотрес, а 927. године су га напали Кармати. Ромеји су вратили под своју власт Нисибис 942. године, али га је касније поново заузела династија Хамданида. Поново су га напали Ромеји 972. године. Након Хамданида, градом су управљали Марваниди и Укајлиди. Од средине 11. вијека па надаље, био је подвргнут турским нападима и угрожен од Грофовије Едеса, а напали су га и оштетили Селџуци под Тугрилом 1043. године. Град је ипак остао важан центар трговине и транспорта.
Арапски географи и историчари тог периода описују град као веома напредан, са прелепим купатилима, зидовима, раскошним кућама, мостом и болницом. Монголи освајају ове крајеве 1230. године. Османска империја у вријеме владавине Селима I узима град под своје 1515. године.

## Географија
Нусајбин се налази на сјеверној страни сиријско-турске границе, која га дијели од града Камишлија. Кроз оба града протиче ријека Џагџаг. На нусаибинској страни границе постоји минско поље, са укупно око 600.000 мина које су турске оружане снаге поставиле од 1950-их. На истоку града се налази планина Џуди. Локално становништво сматра да се овдје зауставила Нојева барка.
Нусајбин је са другим областима повезан аутопутем E90 жељезничком пругом. Два воза дневно полазе са жељезничке станице. Најближи аеродром је у Камишлију, пет километра јужно, у Сирији. Најближи аеродром у Турској налази се код Мардина, 55 километара сјеверозападно од Нусајбина.

### Клима
Нусајбин има полусушну климу са изузетно топлим љетима и хладним зимама. Падавине су углавном ријетке.
| Клима Нусајбин             | Клима Нусајбин | Клима Нусајбин | Клима Нусајбин | Клима Нусајбин | Клима Нусајбин | Клима Нусајбин | Клима Нусајбин | Клима Нусајбин | Клима Нусајбин | Клима Нусајбин | Клима Нусајбин | Клима Нусајбин | Клима Нусајбин |
| Показатељ \ Месец          | .Јан.          | .Феб.          | .Мар.          | .Апр.          | .Мај.          | .Јун.          | .Јул.          | .Авг.          | .Сеп.          | .Окт.          | .Нов.          | .Дец.          | .Год.          |
| -------------------------- | -------------- | -------------- | -------------- | -------------- | -------------- | -------------- | -------------- | -------------- | -------------- | -------------- | -------------- | -------------- | -------------- |
| Максимум, °C (°F)          | 11 (52)        | 13 (55)        | 17 (63)        | 22 (72)        | 30 (86)        | 37 (99)        | 41 (106)       | 40 (104)       | 35 (95)        | 28 (82)        | 20 (68)        | 13 (55)        | 25,6 (78,1)    |
| Просек, °C (°F)            | 6 (43)         | 7 (45)         | 11 (52)        | 16 (61)        | 22 (72)        | 28 (82)        | 32 (90)        | 31 (88)        | 27 (81)        | 21 (70)        | 13 (55)        | 8 (46)         | 18,5 (65,4)    |
| Минимум, °C (°F)           | 3 (37)         | 4 (39)         | 7 (45)         | 11 (52)        | 16 (61)        | 21 (70)        | 25 (77)        | 24 (75)        | 20 (68)        | 16 (61)        | 9 (48)         | 5 (41)         | 13,4 (56,2)    |
| Количина падавина, mm (in) | 51 (2,01)      | 30 (1,18)      | 35 (1,38)      | 26 (1,02)      | 16 (0,63)      | 0 (0)          | 0 (0)          | 0 (0)          | 0 (0)          | 12 (0,47)      | 19 (0,75)      | 34 (1,34)      | 223 (8,78)     |
| Дани са кишом              | 8              | 7              | 7              | 5              | 2              | 0              | 0              | 0              | 0              | 2              | 4              | 6              | 41             |
| Извор: Weather2            |                |                |                |                |                |                |                |                |                |                |                |                |                |

## Демографија
Нусајбин је данас највећим дијелом насељен Курдима. Становници града имају историјски блиске везе са становницима суседног Камишлија, а прекогранични бракови су уобичајена појава. У граду у малом броју живе и Арапи.
Почетком 20. вијека, у Нусаибину су претежно живјели Арапи придошли из Мардина, око 500 Јевреја и нешто Асиријаца, укупно 2000 људи. У граду се углавном говорио арапски, тако да су курдске породице које су се ту населиле научиле овај језик. Етнички састав се измјенио у другој половини вијека. Јевреји су мигрирали у Израел, а асирско становништво се значајно смањило. Након јаке курдске миграције крајем 20. вијека, Нусаибин је постао град у којем се углавном говори курдски.
Веома мала асиријска популација преостала је у граду. Највећи дио је емигрирао услијед постојаног турско-курдског сукоба.

## Знамените личности
- Преподобна мученица Февронија дјевица (око 284—305).[23]
- Свети Јаков, епископ Нисибијски (умро око 350. године).

## Становништво
Према процјени, у Нусајбину је 2009. живјело 80.448 становника.
| 1990.  | 2000.  |
| ------ | ------ |
| 49.671 | 74.110 |